# Highway to Hell (nummer)
"Highway to Hell" is een nummer van de Australische rockband AC/DC uit 1979. Het is het openingsnummer van het album Highway to Hell en het twaalfde nummer van AC/DC Live. Het nummer is geschreven door Bon Scott, Angus Young en Malcolm Young. De kenmerkende gitaarriff is bedacht door Angus Young.
Rolling Stone plaatste het nummer op plaats 258 van The 500 Greatest Albums of All Time.
In Nederland werd de plaat veel gedraaid op Hilversum 3 en werd een radiohit. De plaat bereikte de 17e positie in de Nationale Hitparade, de 27e positie in de Nederlandse Top 40 en de 29e positie in de TROS Top 50. In België bereikte de single de 14e positie in de Vlaamse Ultratop 50 en de 20e positie in de Vlaamse Radio 2 Top 30.

## Hitnoteringen

### Nederlandse Top 40
| Hitnotering: Week 33 t/m 35 van 1979 | Hitnotering: Week 33 t/m 35 van 1979 | Hitnotering: Week 33 t/m 35 van 1979 | Hitnotering: Week 33 t/m 35 van 1979 | Hitnotering: Week 33 t/m 35 van 1979 | Hitnotering: Week 33 t/m 35 van 1979 |
| Week                                 | 1                                    | 2                                    | 3                                    | 4                                    |                                      |
| ------------------------------------ | ------------------------------------ | ------------------------------------ | ------------------------------------ | ------------------------------------ | ------------------------------------ |
| Nummer                               | 40                                   | 29                                   | 27                                   | 35                                   | uit                                  |

### Nationale Hitparade
| Highway to Hell in de Nationale Hitparade - binnen: 04-08-1979 | Highway to Hell in de Nationale Hitparade - binnen: 04-08-1979 | Highway to Hell in de Nationale Hitparade - binnen: 04-08-1979 | Highway to Hell in de Nationale Hitparade - binnen: 04-08-1979 | Highway to Hell in de Nationale Hitparade - binnen: 04-08-1979 | Highway to Hell in de Nationale Hitparade - binnen: 04-08-1979 | Highway to Hell in de Nationale Hitparade - binnen: 04-08-1979 | Highway to Hell in de Nationale Hitparade - binnen: 04-08-1979 | Highway to Hell in de Nationale Hitparade - binnen: 04-08-1979 | Highway to Hell in de Nationale Hitparade - binnen: 04-08-1979 |
| Week                                                           | 1                                                              | 2                                                              | 3                                                              | 4                                                              | 5                                                              | 6                                                              | 7                                                              | 8                                                              |                                                                |
| -------------------------------------------------------------- | -------------------------------------------------------------- | -------------------------------------------------------------- | -------------------------------------------------------------- | -------------------------------------------------------------- | -------------------------------------------------------------- | -------------------------------------------------------------- | -------------------------------------------------------------- | -------------------------------------------------------------- | -------------------------------------------------------------- |
| Nummer                                                         | 28                                                             | 32                                                             | 22                                                             | 17                                                             | 24                                                             | 31                                                             | 30                                                             | 43                                                             | uit                                                            |

### TROS Top 50
Hitnotering: 26-07-1979 t/m 06-09-1979. Hoogste notering: #29.

### NPO Radio 2 Top 2000
| Nummer met noteringen in de NPO Radio 2 Top 2000 | '11 | '12 | '13 | '14 | '15 | '16 | '17 | '18 | '19 | '20 | '21 | '22 | '23 | '24 |
| ------------------------------------------------ | --- | --- | --- | --- | --- | --- | --- | --- | --- | --- | --- | --- | --- | --- |
| Highway to Hell                                  | 128 | 114 | 121 | 66  | 91  | 65  | 43  | 59  | 66  | 78  | 88  | 74  | 84  | 100 |

1. ↑  Een vetgedrukt getal geeft de hoogste notering aan.
2. ↑  2011 was het eerste jaar met een notering voor dit nummer.